# Istituto Storico e di Cultura dell’Arma del Genio
Das Istituto Storico e di Cultura dell’Arma del Genio (dt. „Geschichts- und Kulturinstitut der Genietruppe“) ist ein italienisches Militärmuseum in Rom. Es ist auf die Pioniertruppe spezialisiert, die in Italien noch die alte Bezeichnung „Genietruppe“ (Arma del Genio) trägt.
Das Pioniermuseum befindet sich nordwestlich der Innenstadt am Lungotevere della Vittoria 31 am Tiber, wenige hundert Meter südlich des Olympiastadions.

## Geschichte
Erste konkrete Vorschläge für ein Pioniermuseum in Rom gab es 1901. Fünf Jahre später wurde es von dem Pionieroffizier Mariano Borgatti in der Engelsburg eingerichtet und dann schrittweise ausgebaut. 1911 kam ein Großteil des Museo Storico del Genio Militare in einer benachbarten kleinen Kasernenanlage (Casermette di Urbano VIII) unter. 1928 entstand dort auch das auf die Militärarchitektur spezialisierte Istituto di Architettura Militare. 1933 entschied man sich für eine anderweitige Nutzung der Anlage, weswegen das Pioniermuseum und das Institut für Militärarchitektur Anfang 1934 in die Piave-Kaserne am Viale Angelico umziehen mussten. Das Museum und das Institut wurden dort am 28. Juni 1934 unter der noch heute gültigen Bezeichnung Istituto Storico e di Cultura dell’Arma del Genio vereinigt. Gleichzeitig beschloss man für die neue Einrichtung den Bau eines neuen Gebäudes am Tiber, welches zwischen 1936 und 1939 durch das Projektbüro des Kriegsministeriums unter der Leitung von Gennaro De Matteis am heutigen Standort errichtet wurde. Wegen des Zweiten Weltkriegs verzögerte sich der Innenausbau jedoch etliche Jahre. Das Institut dient seit seiner Gründung sowohl als Museum, als auch zur Aus- und Fortbildung von Soldaten der Pioniertruppe. Es untersteht derzeit der Pionierschule des italienischen Heeres.

## Gebäude und Ausstellung
Die Gebäudefront verläuft entlang des rechten Tiberufers, wo sich auch der Haupteingang befindet. Auf der Rückseite schließt sich ein halbkreisförmiger Gebäudetrakt mit einem ersten Innenhof an. An den halbkreisförmigen Trakt sind rechts und links zwei weitere Bauten mit Innenhöfen angegliedert. Zwischen letzteren befindet sich ein kapellenartiger Gebäudeteil mit einem Turm. Dieser Bereich ist den Gefallenen der Pioniertruppe gewidmet.
Das Museumsgebäude hat zwei Etagen. Im Erdgeschoss befindet sich das Pioniermuseum, dem rund 4400 Quadratmeter Ausstellungsfläche zur Verfügung stehen. Im Obergeschoss ist das Museum für Militärarchitektur untergebracht. Diese fortbestehende Unterteilung der Ausstellung spiegelt die historische Entwicklung der Pioniertruppe in vielen romanischen und anderen Staaten wider. Die Pioniere oder Genietruppen waren auch für den Bau von Feldbefestigungen, Brücken, Straßen und Feldlagern zuständig, schwierigere (Planungs-)Aufgaben wie den Festungskrieg, den Festungsbau und die Landesbefestigung im Allgemeinen überließ man speziellen Militäringenieuren, die separat organisiert waren.
Eine weitere Besonderheit ist, dass die Genietruppen in Italien und anderen Staaten lange Zeit alle technischen Truppen einschließlich der Eisenbahntruppen, der Telegrafentruppe und auch der Fliegertruppe umfassten. Die 1923 gegründete italienische Luftwaffe ging aus der Pioniertruppe hervor. 1953 wurde die Fernmeldetruppe offiziell aus der Pioniertruppe ausgegliedert. Sowohl auf diese Entwicklungen, als auch auf die vielen Beziehungen zwischen dem zivilen und militärischen Bau- und Ingenieurwesen geht die Ausstellung ein.
Der Schwerpunkt der Ausstellung liegt auf der Geschichte der modernen italienischen Pioniertruppe. Unter den Exponaten befinden sich Pontonbrücken, die 1918 am Piave und 1941 am Dnepr eingesetzt wurden, Kommunikationsgeräte von Guglielmo Marconi, sowie zahllose andere Erinnerungsstücke an verschiedene Feldzüge und Kriege. Oft reicht der geschichtliche Horizont bis in die Antike zurück, im Bereich der Militärarchitektur sogar bis zu sardischen Nuraghen. Ein Bereich ist den vielen italienischen Baumeistern und Architekten gewidmet, die im Ausland tätig waren.
Im Obergeschoss befindet sich die Museumsleitung, Lehrsäle, eine Fachbibliothek und ein Archiv. Die auf das Pionier- und Festungsbauwesen spezialisierte Bibliothek umfasst rund 24.000 Bände. Im Archiv befinden sich unter anderem 20.000 Fotografien, die die Entwicklung der Luftbildfotografie dokumentieren, sowie alte Festungsbaupläne und Militärkarten.
Wegen Renovierungsarbeiten ist das Museum derzeit geschlossen, die Bibliothek und das Archiv sind eingeschränkt zugänglich.